# Katarzyna Kuźniak
Katarzyna Kuźniak (ur. 1 sierpnia 1983) – polska szablistka, brązowa medalistka mistrzostw Europy z 2001 drużynowo oraz brązowa medalistka indywidualnie i mistrzyni drużynowo mistrzostw Polski z 1999 roku. Zawodniczka KKSz Konin.